# Dirhinus hesperidum
Dirhinus hesperidum är en stekelart som först beskrevs av Rossi 1790.  Dirhinus hesperidum ingår i släktet Dirhinus och familjen bredlårsteklar. Inga underarter finns listade i Catalogue of Life.